# Принстонская университетская часовня
Принстонская университетская часовня (англ. Princeton University Chapel) находится на территории кампуса Принстонского университета, в городе Принстон, штат Нью-Джерси, США.
Принстонская университетская часовня является третьим по величине университетским храмом в мире, после храмов в Университете Вальпараисо и часовни Королевского колледжа в Кембриджском университете, Англия. Известная своей готической архитектурой, часовня также представляет собой одно из самых крупных и самых богатых собраний витражей в США. В Университетской часовне проходят как Вступительные Испытания для новоприбывших первокурсников, так и Служба Бакалавров для выпускников-старшекурсников.

## Проект. Строительство
Строительство Принстонской университетской часовни началось в 1924 году и было завершено в 1927 году. Стоимость строительства составила 2,4 млн долларов. Архитектурный проект был разработан главным университетским консультантом по вопросам архитекторы Ральфом Адамсом Крамом (англ. Ralph Adams Cram), одним из лидеров движения за возрождение готического стиля или так называемой «возрождённой готики» или «неоготики» (англ. Gothic Revival). Своды часовни были построены компанией Гуаставино (англ. Guastavino Company), чьи тонкие своды из испанской плитки можно увидеть на острове Эллис, в Главном зале Центрального вокзала Нью-Йорка и сотнях других значительных произведений архитектуры XX века. Современная часовня пришла на смену Маркуандской часовне, которая была уничтожена пожаром в 1920 году.

## Внешний вид
Часовня представляет собой крестообразную, выдержанную в неоготическом стиле и имеющую 82 метра в длину и 23 метра в высоту, церковь. Часовня построена из пенсильванского песчаника и индианского известняка. Часовня рассчитана на две тысячи человек, которые могут сидеть на церковных скамьях, на изготовление которых пошла древесина пушечных лафетов времён Гражданской войны. Алтарные кресла изготовлены из дуба Шервудского леса. Кафедра была произведена в XVI веке во Франции, откуда она и была доставлена.

## Главный орган
Главный орган часовни имеет восемь тысяч труб и сто девять клапанов. Орган был изготовлен компанией И. М. Скиннер Орган Ко. (англ. E.M. Skinner Organ Co.) в 1927 году. Конструкция органа основана на проекте, разработанном комитетом, в составе которого были Марсель Дюпре (англ. Marcel Dupré), Чарльз М. Курбойн (англ. Charles M. Courboin), Д. Дональд Харрисон (англ. G. Donald Harrison) и Александер Рассел (англ. Alexander Russell), носивший звание почётного профессора музыковедения (англ. Frick Professor of Music). Принстонский орган перестраивался в последующие годы и был успешно перестроен в 1999 году, что позволило сохранить несколько оригинальных труб работы И. М. Скиннера.

## Архитектурные особенности
Одной из наиболее выдающихся особенностей часовни являются двадцать семь витражных окон, суммарная площадь которых составляет 370 м². Три больших витража изображают религиозные темы: витражи северного предела показывают житие Христа, верхний ряд выходящих на север окон (англ. clerestory) показывают духовное развитие иудеев и витражи южного предела показывают учение Христа. Витражи верхнего ряда окон, выходящих на юг, изображают эволюцию человеческой мысли от древних греков до современности. Там же находятся витражи с изображениями на такие темы, как наука, право, поэзия и война.

## Интересные факты
В часовне также хранится флаг авианосца «Принстон». Этот лёгкий авианосец типа «Индепенденс» был потоплен японской авиацей 24 октября 1944 года в ходе сражения в заливе Лейте (также известном как Второе сражение в Филиппинском море) во время Второй мировой войны. Судно было заложено 18 октября 1942 года, когда его спонсором выступила Маргарет Доддс (англ. Margaret Dodds), супруга президента Принстонского университета Гарольда Доддса (англ. Harold Dodds). Авианосец «Принстон» был введён в строй в Филадельфии, штат Пенсильвания, 25 февраля 1943 года.